# Станёнтки
Станёнтки (пол. Staniątki) — остановочный пункт в селе Станёнтки в гмине Неполомице, в Малопольском воеводстве Польши. Имеет 2 платформы и 2 пути.
Остановочный пункт на ведущей к польско-украинской границе железнодорожной линии Краков-Главный — Медыка.